# Aeroporto de Liège
O Aeroporto de Liège (IATA: LGG, ICAO: EBLG) é um aeroporto internacional localizado na cidade de Liège, na Bélgica.